# SV Elz
SV Elz is een Duitse voetbalclub uit Elz, Hessen.

## Geschiedenis
De club werd in 1911 opgericht en was aangesloten bij de West-Duitse voetbalbond. Na jarenlang in de tweede en derde klasse trad de club vanaf 1928 op de voorgrond toen de Middenrijncompetitie ingevoerd werd als een van de acht hoogste klassen van de bond. Elz eindigde steevast in de middenmoot en in 1932/33 eindigde de club laatste. Hierdoor degradeerde de club en door de invoering van de Gauliga verdween de club al gauw naar de lagere reeksen, waar de club ook nu nog actief is.